# 입법자

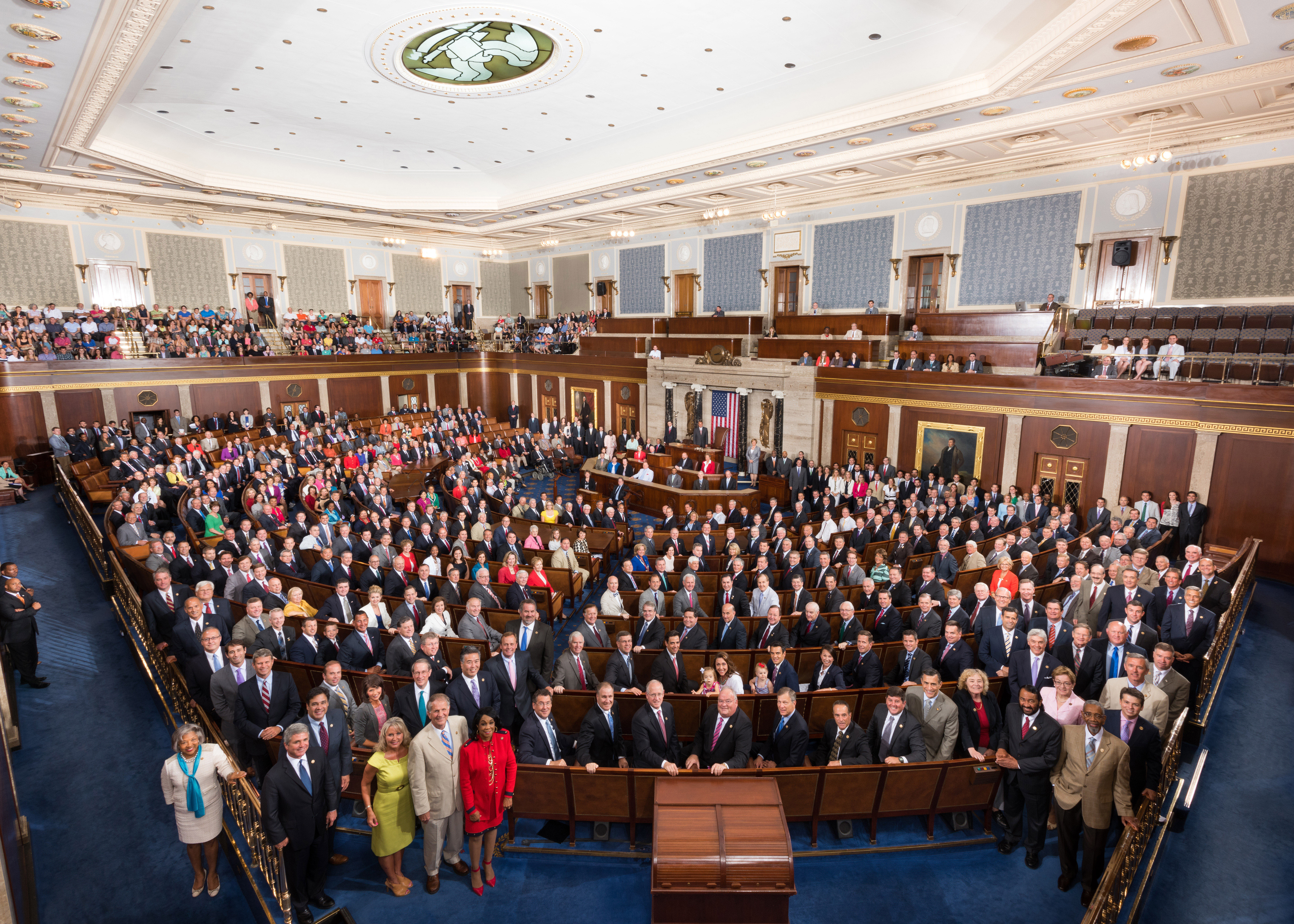

입법자(legislator 또는 lawmaker) 또는 법률 제정자 또는 입법가는 국가나 지방 입법부의 구성원으로 의결에 참가하는 자격을 가진 사람을 뜻한다.

## 같이 보기
- 의회 의원